# Kasteel Monplaisir

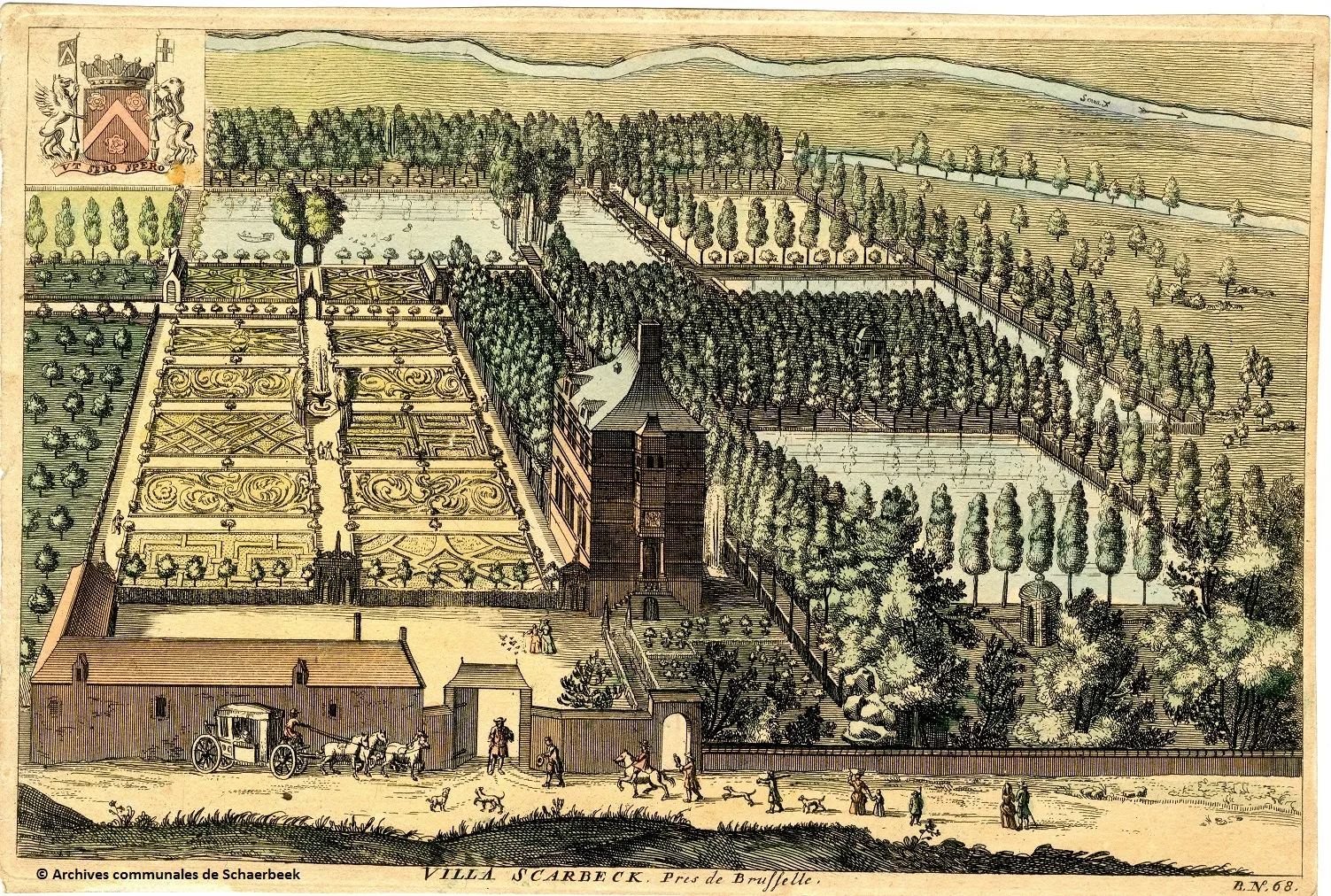
Monplaisir op een 18e-eeuwse prent

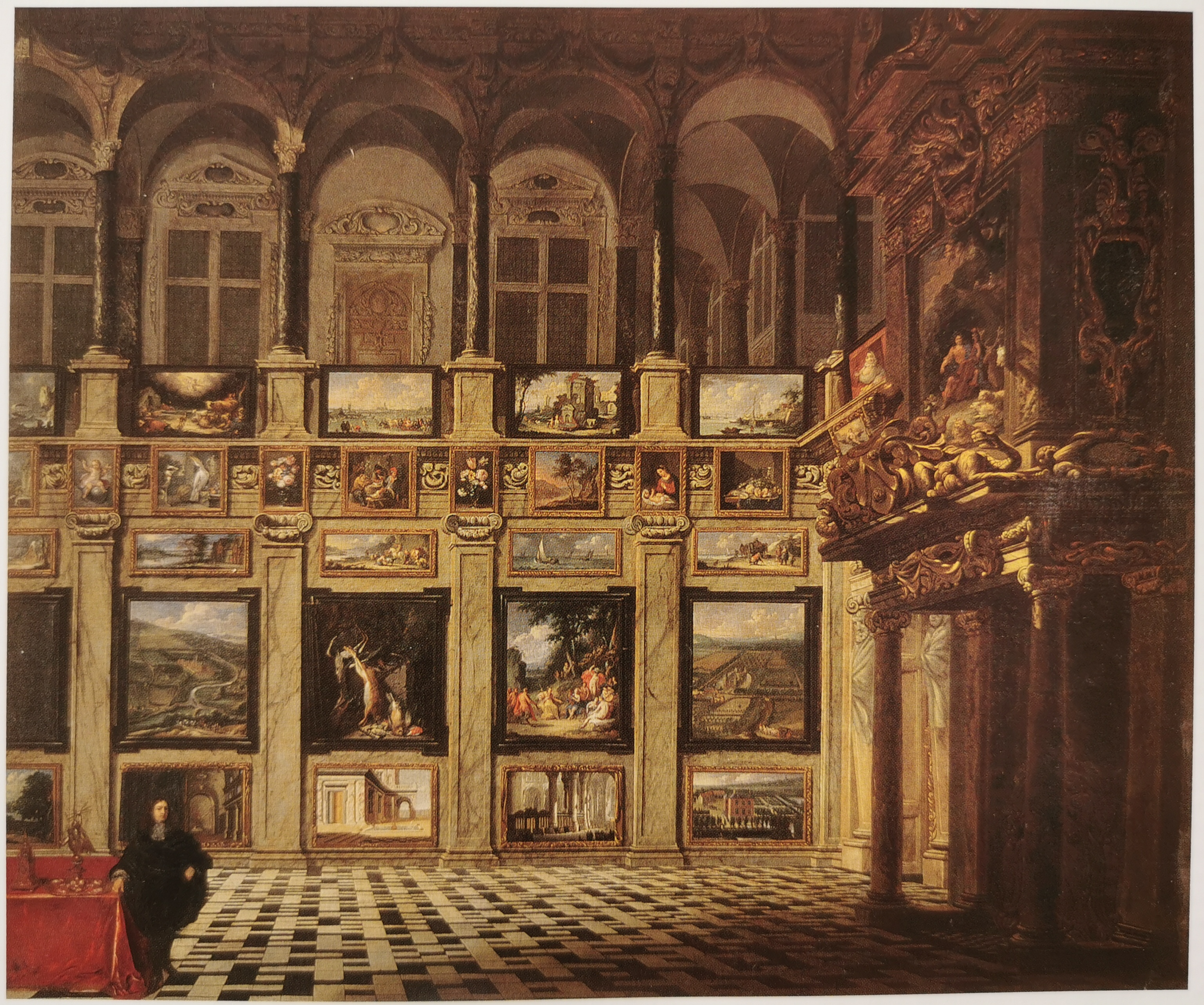
Pieter Ferdinand Roose in het Granvellepaleis bij schilderijen van zijn landgoederen: Ham, Froidmont, Boechout en rechtsonder Monplaisir

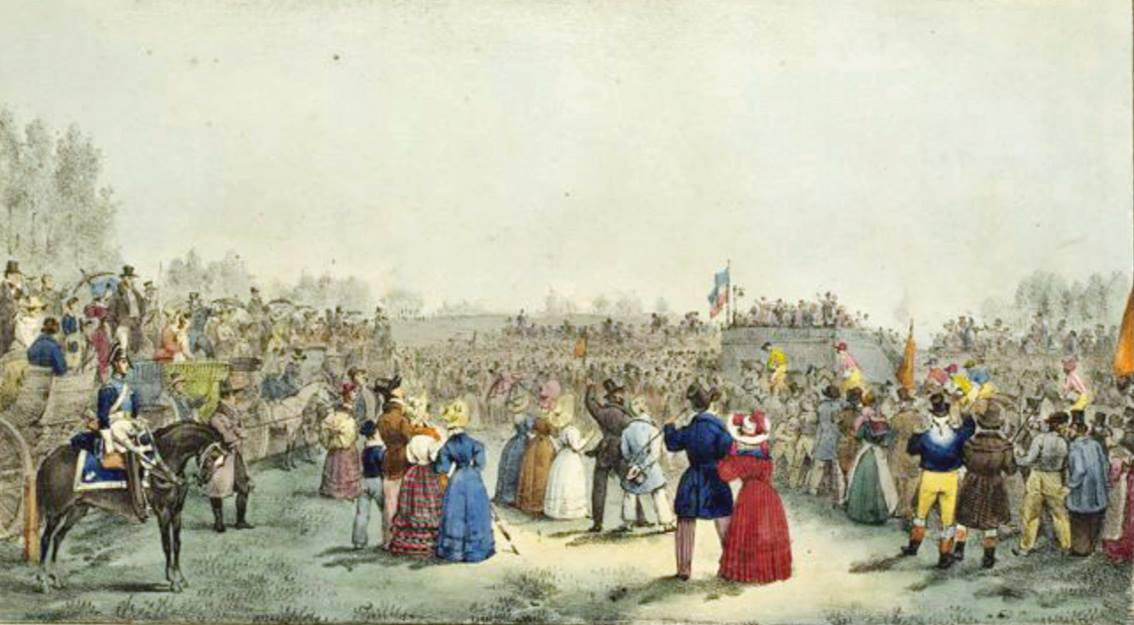
Paardenkoers in de vlakte van Monplaisir (litho door Van den Burggraaff naar Madou)

Monplaisir was een 17e-eeuws kasteel gelegen op het huidige grondgebied van de Brusselse gemeente Schaarbeek nabij het station.

## Geschiedenis
De bouwheer van Monplaisir was baron Pieter Ferdinand Roose. Hij liet het buitenverblijf optrekken op grond die hij in 1682 kocht tussen de Zenne en het gehucht Helmet, toen een deel van de parochie Evere. Bij het kasteel liet hij een Franse tuin en een grote vijver aanleggen. Roose stierf in 1700 en liet het domein aan zijn neef Melchior-François Roose. Deze verkocht het aan de Deense prins Joachim Frederik van Sleeswijk-Holstein-Sonderburg-Plön, die er zijn laatste levensjaren doorbracht (1719-1722). De volgende eigenaar was Lambert Renette van de Oostendse Compagnie. Na diens overlijden in 1738 kwam Monplaisir in het bezit van Jérôme de Tassillon. Vanaf 1752 verhuurde hij het domein aan landvoogd Karel van Lorreinen. Hij hield er feesten, ging er jagen, en organiseerde er in 1779 de eerste paardenkoers buiten het Britse Rijk. Het volgende jaar maakte Karels dood een einde aan de huur en nam Marie-Elisabeth de Tassillon de Terlinden († 1783) haar intrek in Monplaisir.
Haar erfgenamen verkochten het aan Jean-Sébastien de Vaume en Dorothée Henco de Haut. Zij begonnen er de Manufacture Impériale et Royale de Monplaisir. Deze eerste Brusselse porseleinfabriek kende slechts een kort bestaan (1786-1790). Doorheen de 19e eeuw veranderde Monplaisir regelmatig van eigenaar. In 1888 was het domein opnieuw een plek van industriële innovatie: in houten gebouwen op het terrein vestigde zich een mechanische blekerij, de Société anonyme Blanchisserie modèle de Monplaisir. De hevige stadsontwikkeling maakte vrij snel een einde aan deze activiteit. De omgeving werd onteigend voor spooraanleg, de vijver werd gedempt en de kasteelgebouwen gingen in 1907 tegen de vlakte.
De Monplaisirlaan ten westen van Station Schaarbeek herinnert aan het vroegere domein. Het eigenlijke kasteel was gelegen recht tegenover het station op wat nu de statige Huart Hamoirlaan is.

## Iconografie
Een gedetailleerde prent van het kasteel is opgenomen in Délices du Brabant et de ses campagnes van Philippe de Cantillon (1757). Ferdinand-Joseph Derons biedt in een tekening uit 1733 een ander gezichtspunt en een ietwat afwijkend beeld.

## Voetnoten
1. ↑  Anne Deknop (red.), Van 't stadt en schoone buytens. Tekeningen en schilderijen van F.-J. Derons en A. Martin, 2007, p. 138-139. ISBN 9782930423067